# Harald Turner

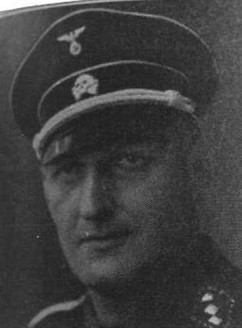
Harald Turner

 Harald Friedrich Emil Turner  (* 8. Oktober 1891 in Leun; † 9. März 1947 in Belgrad) war ein deutscher Jurist, preußischer Staatsrat, SS-Gruppenführer und stellvertretender Amtschef des SS-Rasse- und Siedlungshauptamts.
Turner beteiligte sich von 1941 bis 1943, als Chef der deutschen Militärverwaltung in Belgrad, in leitender Funktion an der Ermordung der Juden und Roma in Serbien. Zudem leitete er 1944, als stellvertretender Chef des SS-Rasse- und Siedlungshauptamts, maßgeblich die deutsche Germanisierungspolitik, insbesondere in Polen und der Sowjetunion. Er wurde als Kriegsverbrecher in Jugoslawien zum Tode verurteilt und hingerichtet.

## Leben
Der Sohn eines Oberleutnants absolvierte das Gymnasium am Kronberger Hof in Geisenheim. Von 1908 bis 1920 leistete er Kriegsdienst in der deutschen Armee als Infanterieoffizier und von 1919 bis 1920 im Freikorps Wesel.
1916 heiratete er Heidi Bechtel. Ein Jahr später wurde Tochter Irmingard geboren und 1918 Sohn Harald. Aus dem Ersten Weltkrieg ging Turner als Kriegsgeschädigter hervor. Er erhielt mehrfach militärische Auszeichnungen und Orden. Später promovierte er in Rechtswissenschaften und wurde im Preußischen Finanzministerium angestellt.
1930 wurde Turner Mitglied der NSDAP (Mitgliedsnummer 970.460), 1932 schloss er sich der SS an (SS-Nummer 34.799). Von 1933 bis 1936 war Turner Regierungspräsident in Koblenz und anschließend als Ministerialdirektor im Preußischen Finanzministerium tätig.
Von 1934 bis 1944 war Turner Führer im SS-Stab: Im April 1934 trat er ins SD-Hauptamt (später Teil des Reichssicherheitshauptamts) ein und wurde im Januar 1939 zum SS-Brigadeführer ernannt. Nach dem Überfall auf Polen war er seit Ende 1939 zunächst in der Verwaltung des Generalgouvernements tätig. Im Juli 1940 wurde er als Chef der deutschen Militärverwaltung nach Paris beordert.
Im September 1941 wurde Turner zum SS-Gruppenführer und Chef im deutsch besetzten Militärverwaltungsgebiet Serbien ernannt, sein Stellvertreter wurde Georg Kiessel. Hier verschaffte sich Turner bei der raschen und skrupellosen Ermordung der serbischen Juden und Roma schnell einen zweifelhaften Ruf, was durch verschiedene Dokumente belegt ist. In einem Befehl vom 26. Oktober 1941 schrieb er beispielsweise, „daß Juden und Zigeuner ganz allgemein ein Element der Unsicherheit und damit Gefährdung der öffentlichen Ordnung und Sicherheit darstellen. Es ist der jüdische Intellekt, der diesen Krieg heraufbeschworen hat und der vernichtet werden muss“. Nur ein halbes Jahr später berichtete er am 11. April 1942 an Karl Wolff aus dem persönlichen Stab Himmlers über die durchgeführten Morde: „Schon vor Monaten habe ich alles an Juden im hiesigen Lande greifbare erschiessen und sämtliche Judenfrauen und -Kinder in einem Lager konzentrieren lassen und zugleich mit Hilfe des SD einen ›Entlausungswagen‹ (Anmerkung: das ist ein Tarnausdruck für einen Gaswagen) angeschafft“. Am 29. August desselben Jahres brüstete er sich bei einem Vortrag beim Wehrmachtbefehlshaber Südost: „Serbien einziges Land, in dem Judenfrage und Zigeunerfrage gelöst“.
Anfang 1944 wurde Turner zum stellvertretenden Chef des SS-Rasse- und Siedlungshauptamts in Berlin (für Richard Hildebrandt) ernannt. Als er jedoch im August 1944 in der SS-Junkerschule in Bad Tölz die NSDAP kritisierte und forderte, dass die SS an die Stelle der NSDAP treten sollte, wurde er seines Postens wieder enthoben und an die Front geschickt. Daraufhin kam er in britische Kriegsgefangenschaft und wurde 1945 gemäß dem Londoner Statut an Jugoslawien ausgeliefert. Wegen der Massenmorde in Serbien wurde er als Kriegsverbrecher verurteilt und 1947 in Belgrad durch den Strang hingerichtet.